# Hans Hein
Hans Hein (* 29. Mai 1955 in Merzig) ist ein ehemaliger deutscher Fußballspieler und -trainer.

## Spieler-Karriere
Seine Karriere begann Hein beim saarländischen SpVgg Merzig, über den VfB Dillingen kam er zum damaligen Zweitligisten SV Waldhof Mannheim. Der gelernte Kfz-Mechaniker hatte großen Anteil am Aufstieg des SV Waldhof in die Fußball-Bundesliga. Im Jahre 1986 wechselte Hein nach acht Jahren beim SV Waldhof zu den Stuttgarter Kickers. Mit den Kickers schaffte er im Jahre 1988 ebenfalls den Aufstieg in die Bundesliga. 1987 stand er mit den Kickers im Finale des DFB-Pokals im Berliner Olympiastadion, allerdings ging das Spiel mit 1:3 gegen den Hamburger SV verloren.
1989 beendete Hans Hein nach 58 Bundesliga- und 223 Zweitligaspielen seine Spielerkarriere.

## Trainer-Stationen
1994 begann Hein seine Trainerlaufbahn beim SSV Reutlingen, in den folgenden Jahren trainierte er den FV 09 Weinheim und Eintracht Wald-Michelbach. Zwischendurch war er auf Empfehlung Holger Zippels zeitweise Jugendtrainer beim FC 07 Bensheim.
Im Jahre 2005 kehrte er zum SV Waldhof zurück er arbeitete dort als Co-Trainer und Trainer der Amateure. Nach der Entlassung von Massimo Morales im März 2006 war er bis zum Saisonende Cheftrainer der Oberliga-Mannschaft. Nach der Verpflichtung von Steffen Menze als Trainer für die Saison 2006/27 arbeitete er zunächst als Co-Trainer weiter. Ab 2007 war Hein dann nur noch für die Zweite Mannschaft des SV Waldhof zuständig. Im Januar 2008 wurde der Vertrag mit Hans Hein aufgelöst und er übergab die Landesliga-Mannschaft an seinen ehemaligen Mannschaftskameraden Walter Pradt.